# 청주 신봉동 고분군
청주 신봉동 고분군(淸州 新鳳洞 古墳群)은 충청북도 청주시 흥덕구 신봉동에 있는 삼국시대의 고분군이다. 1987년 7월 18일 대한민국의 사적 제319호로 지정되었다.

## 개요
청주시내를 남동에서 북서쪽으로 가로질러 흐르는 무심천 서북쪽 기슭의 동쪽 비탈진 곳에 분포하고 있다.
107기의 고분이 조사되었는데 106기는 흙을 판 후 무덤을 쓴 널무덤(토광묘)이고, 1기는 널방과 널길을 가진 굴식돌방무덤(횡혈식석실분)이다. 널무덤은 야산 전체에 걸쳐 분포하며, 봉분은 거의 깎여 나가 남아있지 않다. 출토 유물로는 여러 가지 토기류·옥과 같은 장신구류·철로 만든 칼이나 도끼같은 무기류·말갖춤(마구류)과 그 밖의 숟가락 등이 나왔다. 90-1호 널무덤에서는 갑옷이 출토되어 백제철갑의 실물을 볼 수 있어 주목되고 있다.
신봉동 고분군은 한 시기에 만들어진 것이 아니라 상당한 기간 동안 만들어진 고분군으로, 대체로 4∼5세기경의 백제 고분군이라 할 수 있다.
신봉동은 백제의 동쪽 변방지역으로 다른 유적에서 볼 수 없는 마구류·무기류가 많이 출토되어, 백제사 연구에 귀중한 자료가 된다. 또한 돌방무덤은 서울지역의 백제 초의 것과 공주지역의 돌방무덤과 비교되는 자료로서 평가된다.

## 참고 자료
- 청주 신봉동 고분군 - 국가유산청 국가유산포털